# SHOCK OF THE NEW ERA
《SHOCK OF THE NEW ERA》는 대한민국의 음악 그룹 비스트의 두 번째 미니 음반이다. 2010년 3월 2일 유니버설 뮤직 그룹을 통해 발매되었다. 타이틀 곡은 "Shock"이고, 후속곡은 "Special"과 "Easy"이다.

## 활동 사항
2010년 2월 23일, 비스트는 신인으로는 이례적으로 두 번째 미니앨범의 예약판매를 시작하였다. 그리고 2월 27일 타이틀곡 "Shock"의 티저영상이 공개되었다. 다음날인 28일에는 양요섭, 손동운, 장현승의 자켓사진이 선공개되었는데, 한편 같은 날 두 번째 미니앨범의 수록곡 전곡이 유출되는 사고가 일어나 앨범 발매일이 하루 앞당겨졌다. 3월 1일 나머지 멤버의 자켓사진 공개와 동시에 미니 앨범 Shock Of The New Era가 발매되었다. 음반 공개 직후 수록곡 전곡이 20위 안에 진입하였으며, 뮤직비디오도 차트 상위권에 진입하였다. 비스트는 3월 5일 KBS 《뮤직뱅크》에서 "Shock"로 컴백하였는데, 안무 '브이텍춤'이 인기를 끌었다. 비스트는 음반판매량에서도 약 4만장을 판매해 주간차트 1위를 하였다. 결국 비스트는 활동 3주 만에 "Shock"로 3월 25일 Mnet 《엠카운트다운》에서 데뷔 후 첫 음악프로그램 1위를 하였다. 비스트는 4월 29일 "Easy (Sincere)" 공개를 시작으로 후속곡인 "Easy"와 "Special"로 잠시 활동한 후 5월 16일 SBS 《인기가요》에서의 무대에서 두 번째 미니앨범 활동을 마무리하였다. 후에 "Shock"는 태국 차트에서 6위에 올랐다.

## 수록곡
전체 작사: 용준형 (Rap Making)
| #  | 제목                                                   | 작사·작곡            | 편곡                 | 재생 시간 |
| -- | ------------------------------------------------------ | -------------------- | -------------------- | --------- |
| 1. | 〈Just Before Shock〉                                  | 신사동호랭이, 최규성 | 신사동호랭이, 최규성 | 2:04      |
| 2. | 〈Shock〉                                              | 신사동호랭이, 이상호 | 신사동호랭이         | 3:45      |
| 3. | 〈Special〉                                            | 신사동호랭이, 이상호 | 신사동호랭이         | 3:18      |
| 4. | 〈내 여자친구를 부탁해〉 (Say No) (Rap Lyrics by 백찬) | 방시혁, Pdogg        | Pdogg                | 3:13      |
| 5. | 〈Easy〉                                               | 스타트랙             | 스타트랙             | 3:39      |

## 성과
타이틀곡 "Shock"는 Mnet 《엠카운트다운》에서 1위를 차지하였으며, KBS 《뮤직뱅크》 K-Chart에서는 최고 2위를, SBS 《인기가요》에서는 5회 연속 Take 7에 선정되었다.

### 주간 차트
| 차트                  | 최고 순위 |
| --------------------- | --------- |
| 가온 디지털 종합 차트 | 3위       |
| 가온 벨소리 차트      | 10위      |
| 멜론 종합 차트        | 8위       |
| 엠넷 차트             | 4위       |

| 차트           | 최고 순위 |
| -------------- | --------- |
| 가온 앨범 차트 | 2위       |
| 멜론 차트      | 7위       |